# Dendrelaphis hollinrakei
Espèce
Synonymes
- Dendrelaphis hollonrakei Lazell, 2002

Statut de conservation UICN

 DD  : Données insuffisantes
Dendrelaphis hollinrakei est une espèce de serpents de la famille des Colubridae.

## Répartition
Cette espèce est endémique de l'île de Shek Kwu Chau au large de Hong Kong.

## Description
Dendrelaphis hollinrakei est un serpent arboricole diurne. Cette espèce mesure jusqu'à 120 cm dont environ 40 cm pour la queue. Son corps est long et fin. Son dos est brun avec une ligne longitudinale jaunâtre de chaque côté. Son ventre est blanchâtre, bleuâtre ou verdâtre. Une rayure noire est présente de son œil à l'angle de sa mâchoire. Son alimentation se compose de lézards et d'amphibiens.

## Étymologie
Son nom d'espèce lui a été donné en l'honneur du Dr. Barrie Hollinrake qui a collecté le spécimen à une date indéterminée entre 1971 et 1984 sur l'île de Shek Kwu Chau.

## Publication originale
- Lazell, 2002 : The herpetofauna of Shek Kwu Chau, South Chinese Sea, with descriptions of two new colubrid snakes. Memoirs of The Hong Kong Natural History Society, vol. 25, p. 82  (ISBN 962-7001-25-2).